# Мољије (Асколи Пичено)
Мољије (итал. Moglie) насеље је у Италији у округу Асколи Пичено, региону Марке.
Према процени из 2011. у насељу је живело 39 становника. Насеље се налази на надморској висини од 212 м.